# .im
.im ist die länderspezifische Top-Level-Domain (ccTLD) der britischen Isle of Man. Sie existiert seit dem 11. September 1996 und wird direkt von der Regierung der Isle of Man verwaltet.
Insgesamt darf eine .im-Domain zwischen 1 und 64 Zeichen lang sein, die Verwendung von Sonderzeichen als internationalisierter Domainname wird nicht unterstützt. Die Konnektierung erfolgt vollkommen automatisiert und innerhalb weniger Stunden. Zunächst konnten Domains nur auf dritter Ebene angemeldet werden, seit 2006 ist eine Nutzung von .im selbst möglich. Die bestehenden Second-Level-Domains wie beispielsweise .co.im oder .ltd.im wurden fortgeführt und existieren bis heute.
Es existieren keine besonderen Beschränkungen für die Vergabe. Jede natürliche oder juristische Person darf eine Domain registrieren, ein Wohnsitz oder eine Niederlassung auf der Isle of Man sind nicht notwendig. Anmelder müssen lediglich eine schwarze Liste beachten, auf der verbotene Begriffe gelistet sind, die nicht in einer Domain enthalten sein dürfen.
Da IM als Abkürzung für Instant Messaging gebräuchlich ist, werden .im-Domains häufig auch in diesem Kontext genutzt.